# Trentino La Barba

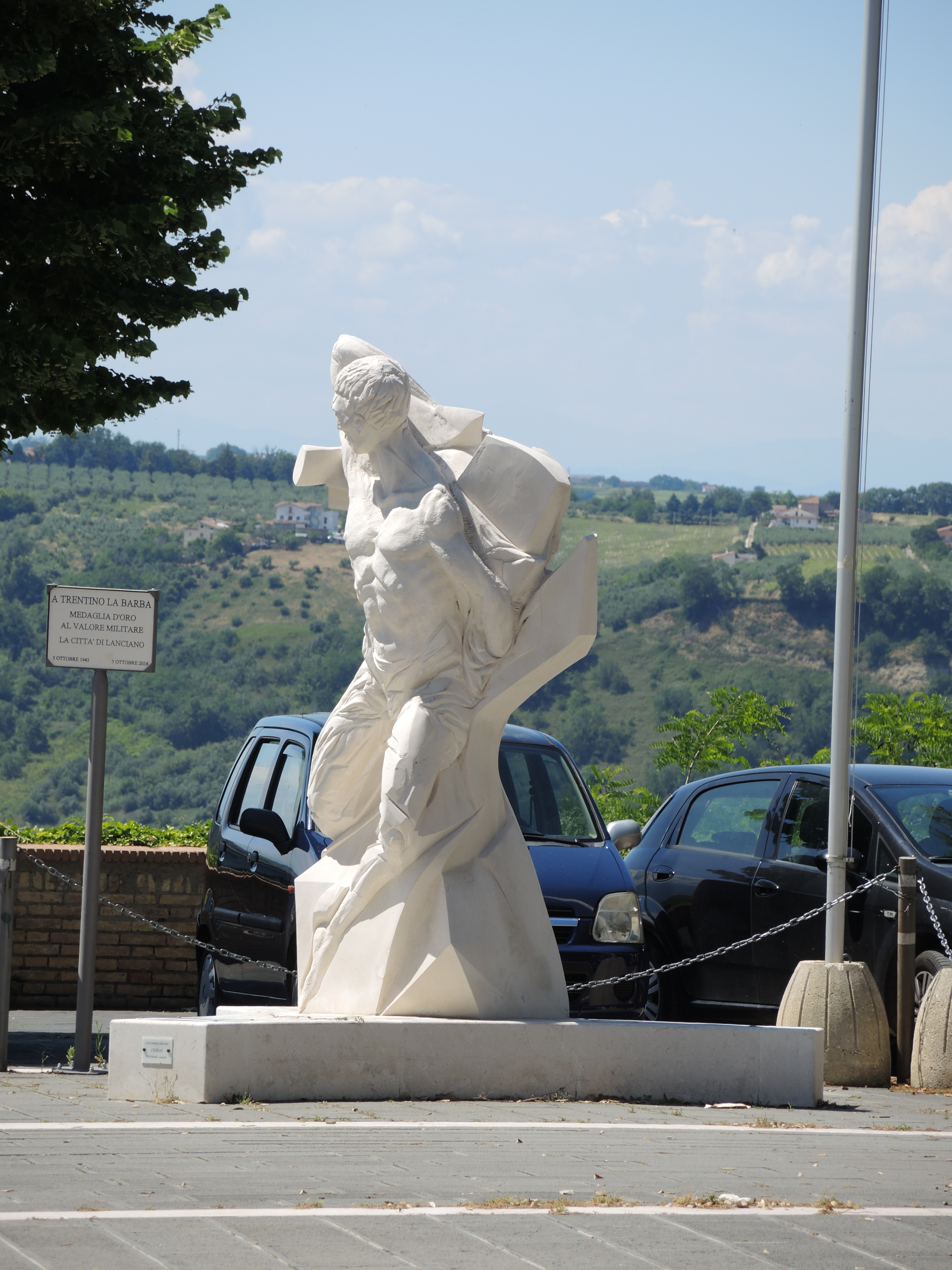

Trentino La Barba (* 1915 in Lanciano; † 5. Oktober 1943 ebenda) war ein italienischer Soldat und Widerstandskämpfer.

## Leben
La Barba entstammte einer Bauernfamilie. Im Zweiten Weltkrieg diente er als MG-Schütze mit dem 226. Infanterieregiment der Division „Arezzo“ u. a. in Albanien. Nachdem Italien am 8. September 1943 mit den Alliierten einen Waffenstillstand geschlossen hatte, wurde La Barba zusammen mit seiner Einheit in Molfetta bei Bari von deutschen Truppen gefangen genommen. Auf dem Weg ins deutsche Internierungslager konnte La Barba flüchten und in seine Heimatstadt Lanciano in den Abruzzen zurückkehren. Dort trat er der italienischen Widerstandsbewegung, der Resistenza bei und organisierte mit anderen Partisanen Widerstandsgruppen mit der Bezeichnung „Gran Sasso“. Anfang Oktober 1943 überfiel er mit einigen Kameraden Einrichtungen der Carabinieri und der Guardia di Finanza, wo sie Waffen entwendeten, mit denen La Barbas Gruppierung am 4. Oktober bei Pozzo Bagnaro deutsche Truppen angriff. Nach einem weiteren Angriff auf Militärkolonnen wurde er festgenommen und erfolglos gefoltert. Um die Bevölkerung einzuschüchtern, brachte man ihn nach Lanciano, wo er im Viale dei Cappuccini an einen Baum gefesselt und ultimativ aufgefordert wurde, über die Widerstandsgruppierungen auszusagen. Nachdem er dies abgelehnt hatte, schnitten ihm deutsche Soldaten vor den versammelten Einwohnern mit einem Dolch die Augen aus dem Kopf und erschossen ihn danach. Am Abend des 5. Oktobers 1943 brach in Lanciano ein Aufstand aus, bei dem 47 deutsche Soldaten und 10 Einwohner ums Leben kamen. Weitere 12 Zivilisten kamen danach durch Repressalien ums Leben. Bis Juni 1944 wurde Lanciano durch Kampfhandlungen alliierter und deutscher Truppen völlig zerstört. Nach dem Krieg erhielten die Stadt und Trentino La Barba (postum) hohe Auszeichnungen.